# Jurij Małyhin
Jurij Wołodymyrowycz Małyhin (ukr. Юрій Володимирович Малигін, ros. Юрий Владимирович Малыгин, Jurij Władimirowicz Małygin; ur. 29 kwietnia 1971 w Ługańsku) – ukraiński piłkarz, grający na pozycji bramkarza, trener piłkarski.

## Kariera piłkarska

### Kariera klubowa
Jego ojciec Wołodymyr Małyhin oraz brat Ołeksandr Małyhin również piłkarze. Wychowanek DJuSSz Zoria Ługańsk, w którym rozpoczął karierę piłkarską. Potem przeszedł do Stali Komunarsk, który później zmienił nazwę na Stal Ałczewsk. Latem 1995 powrócił do Zorii. W sezonie 1997/98 występował w Illiczowcu Mariupol. W 1999 wyjechał do Rosji, gdzie został piłkarzem Kristałłu Smoleńsk. Następnie występował w rosyjskich klubach Dinamo Petersburg, Lukoil Czelabińsk i Dinamo Stawropol. Latem 2003 powrócił do Zorii, a już na początku następnego roku przeszedł do Polissia Żytomierz, w którym ukończył karierę piłkarską.

### Kariera trenerska
Po zakończeniu kariery zawodniczej od początku 2005 pracował najpierw jako drugi trener Zorii-2 Ługańsk, ale dość szybko objął stanowisko głównego trenera drugiej drużyny. Potem prowadził drużynę rezerw Zorii, a w sierpniu oraz listopadzie-grudniu 2006 roku pełnił obowiązki głównego trenera klubu Zoria Ługańsk. Potem do 12 sierpnia 2008 roku prowadził inny ługański klub Komunalnyk. Latem 2009 zaproszony na stanowisko głównego trenera Hirnyk-Sport Komsomolsk, który trenował do końca roku. Od stycznia do czerwca 2010 prowadził FK Połtawa. W 2011 kierował FK Łysyczańsk. W 2013 najpierw pomagał trenować, a potem stał na czele klubu Nistru Otaci.

## Sukcesy i odznaczenia

### Sukcesy klubowe
- mistrz Rosyjskiej Wtoroj Dywizji: 2001